# 源賴信
源赖信（日语：／ Minamoto no Yorinobu，968年12月21日—1048年6月1日）是平安时代中期武將。父親是在攝津國多田（現今兵庫縣川西市多田）形成源氏武士團的源滿仲。以河內國石川郡壺井（現今大阪府羽曳野市壺井）為本據地的河內源氏的家祖。

## 生平
在安和元年11月29日（968年12月21日）出生，家中三男。與兄長賴光同樣仕於關白藤原道兼。寬和3年（987年），任官左兵衛少尉。在道兼死後仕於道兼的弟弟道長。長保元年（999年），任官上野介。長保3年（1001年），退任上野介（有異說）。長和元年（1012年），任官常陸介（『御堂關白記』「閏10月23日條」）。寬仁御堂關白記』「閏10月23日條」）。寬仁3年（1019年）春，任官石見守，在7月赴任（有異說）。治安3年（1023年），任官鎮守府將軍。長元元年（1028年），任官伊勢守（『左經記』「6月21日條」）。長元2年（1029年），任官甲斐守。長元4年（1031年），昇敘從四位下，甲斐守如元（如舊）。同年（1031年），平定平忠常之亂，這次亂事以後，坂東的武士與河內源氏結成主從關係，建立起後來支配東國和武家源氏成為主流的基礎，為此後河內源氏在東國發展勢力踏出第一歩。長元5年（1032年），遷任美濃守。長元9年（1036年），遷任相模守。永承2年（1047年），昇敘從四位上，任官河內守。在河內國石川郡開拓壺井莊，建立香爐峰的居館。在永承3年4月17日（1048年6月1日）死去。享壽79歲。

## 人物
- 武勇優秀，與平維衡、平致賴、藤原保昌（日语：藤原保昌）一同被稱為道長四天王、四天王。